# Simon Gamache
Simon Gamache (* 3. Januar 1981 in Thetford Mines, Québec) ist ein ehemaliger kanadischer Eishockeyspieler, der im Verlauf seiner aktiven Karriere zwischen 1998 und 2017 unter anderem 48 Spiele für die Atlanta Thrashers, Nashville Predators, St. Louis Blues und Toronto Maple Leafs in der National Hockey League (NHL) auf der Position des Angriffsspieler bestritten hat. Darüber hinaus absolvierte Gamache weitere 333 Partien für den SC Bern und Fribourg-Gottéron in der Schweizer National League A (NLA). Mit dem SC Bern gewann er im Jahr 2010 die Schweizer Meisterschaft.

## Karriere
Simon Gamache begann seine Karriere bei den Foreurs de Val-d’Or in der Ligue de hockey junior majeur du Québec (LHJMQ), mit denen er 2001 das Finale um den Memorial Cup erreichte, das man gegen die Red Deer Rebels verlor. Gamache erhielt die Auszeichnung zum CHL Player of the Year, gewann die Trophée Michel Brière für den Spieler mit den meisten Punkten und die Trophée Guy Lafleur. Beim NHL Entry Draft 2000 wurde der Kanadier in der neunten Runde an 290. Stelle von den Atlanta Thrashers aus der National Hockey League (NHL) ausgewählt.

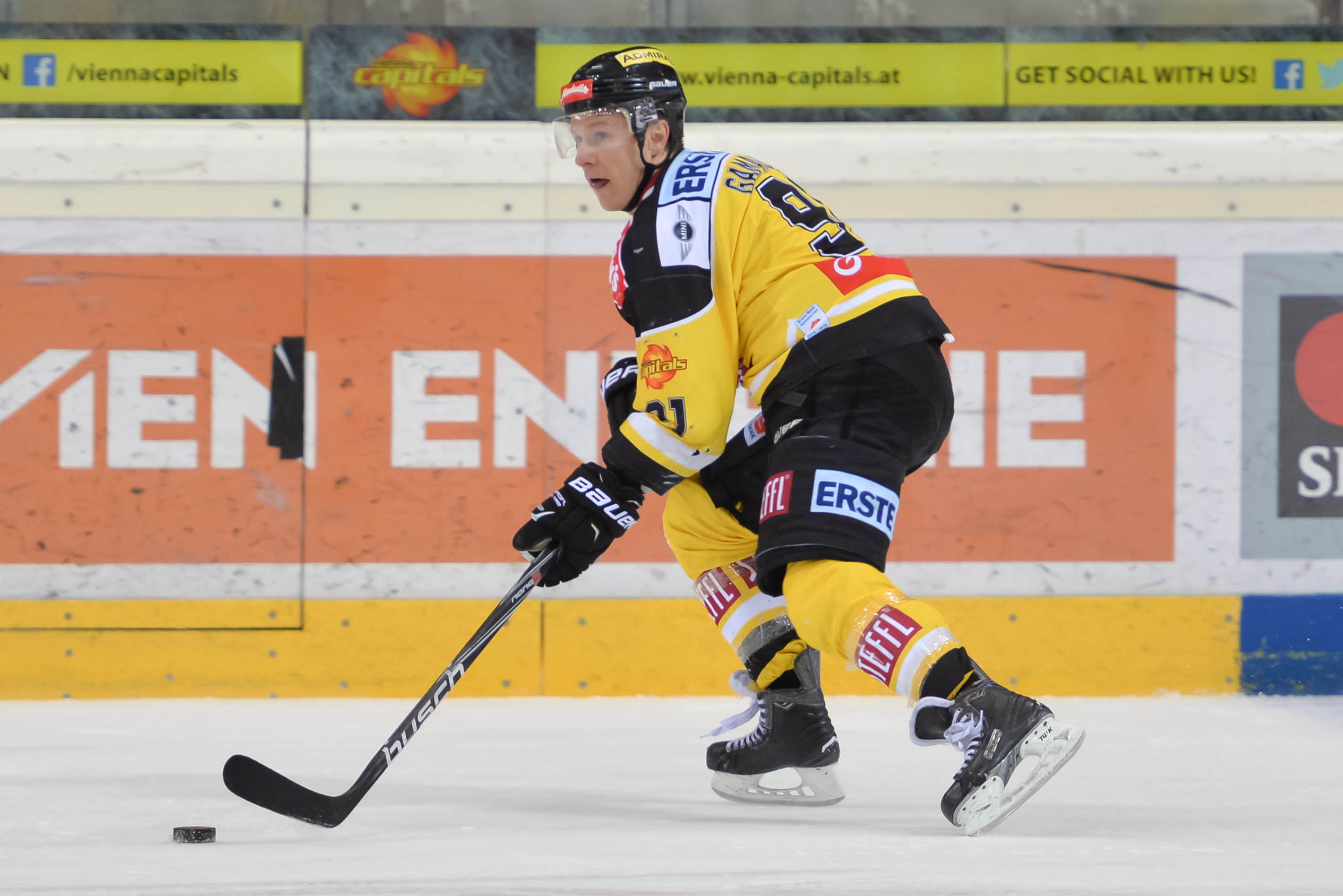
Gamache im Trikot der Vienna Capitals (2016)

Seine erste Profisaison verbrachte er zur einen Hälfte bei den Greenville Grrrowl in der East Coast Hockey League (ECHL), außerdem wurde er in 26 Spielen bei den Chicago Wolves in der American Hockey League (AHL) eingesetzt. In der folgenden Spielzeit 2002/03 gehörte er fest dem Kader der Wolves an und wurde zweimal in den NHL-Kader der Atlanta Thrashers berufen. In der Saison 2003/04 absolvierte er zwei Spiele für die Thrashers, wurde dann aber im Dezember 2003 zusammen mit Kirill Safronow im Tausch gegen Ben Simon und Tomáš Klouček zu den Nashville Predators transferiert. Allerdings wurde er nur in sieben Spielen bei den Predators eingesetzt, stattdessen gewann er mit den Milwaukee Admirals den Calder Cup und erzielte dabei in 22 Playoff-Spielen sechs Tore und 18 Assists. Während des Lockouts der NHL-Saison 2004/05, als zahlreiche NHL-Akteure in der AHL spielten, erreichte Simon Gamache in 87 Spielen 96 Scorerpunkte – in den Playoffs schoss er in sieben Spielen sechs Tore. Zu Beginn der folgenden Spielzeit stand er wieder nicht im Kader der Predators, sondern spielte weiter in Milwaukee. Ende November 2005 wurde Gamache von den St. Louis Blues verpflichtet, da ihn die Predators auf die Waiver-Liste gesetzt hatten.
Zur Saison 2006/07 wechselte der Kanadier in die Schweizer Nationalliga A (NLA) zum SC Bern, wo er mit 82 Scorerpunkte in 60 Spielen zum Schlüsselspieler und Topscorer avancierte, allerdings im Playoff-Finale am HC Davos scheiterte. Aufgrund der gezeigten Leistungen bekam er ein Angebot der Toronto Maple Leafs und unterschrieb im Juni 2007 einen Zweijahresvertrag. Sein erstes Tor für die Leafs erzielte er am 11. Oktober 2007 gegen die New York Islanders, absolvierte aber lediglich elf NHL-Spiele und spielte ansonsten für das Farmteam, die Toronto Marlies, in der AHL. Am 5. Januar 2008 wurde Gamache von den Maple Leafs auf die Waiver-Liste gesetzt. Kurze Zeit später wechselte er zurück nach Bern und wurde vom SC Bern mit einem Dreijahresvertrag ausgestattet. In der Saison 2009/10 gewann er mit dem Bernern die Schweizer Meisterschaft.
Im Februar 2011 unterschrieb Gamache einen Vertrag über zwei Jahre bei Fribourg-Gottéron mit Gültigkeit ab der Saison 2011/12, nachdem er dorthin im Verlauf der Spielzeit 2010/11 vom SC Bern ausgeliehen war. Im September 2013 wurde er von den Adler Mannheim aus der Deutschen Eishockey Liga (DEL) unter Vertrag genommen, kehrte jedoch nach einer Spielzeit zurück nach Nordamerika und schloss sich im Oktober 2014 den Isothermic de Thetford Mines aus seiner Heimatstadt in der Ligue Nord-Américaine de Hockey (LNAH) an. Bereits im November 2014 erfolgte abermals ein Wechsel nach Europa, so entschied sich Gamache für ein Engagement beim norwegischen Erstligisten Vålerenga Ishockey an. In der Saison 2015/16 spielte er für die Vienna Capitals in der österreichischen Erste Bank Eishockey Liga (EBEL). Nach einer Saison kehrte er erneut in seine Heimatstadt und die LNAH zurück, wo er die Spielzeit 2016/17 bei den Assurancia de Thetford verbrachte, ehe er seine Karriere im Sommer 2017 im Alter von 36 Jahren beendete.

## Erfolge und Auszeichnungen
| - 2000 Plaque joueur humanitaire - 2000 LHJMQ First All-Star Team - 2000 CHL Humanitarian of the Year - 2000 CHL Second All-Star Team - 2001 Coupe-du-Président-Gewinn mit den Foreurs de Val-d’Or - 2001 Trophée Michel Brière - 2001 Trophée Jean Béliveau - 2001 Plaque AutoPro - 2001 LHJMQ-Offensivspieler des Jahres - 2001 Trophée Guy Lafleur - 2001 Trophée Paul Dumont - 2001 LHJMQ First All-Star Team - 2001 CHL Player of the Year - 2001 CHL Top Scorer Award - 2001 CHL Plus/Minus Award | - 2001 CHL First All-Star Team - 2001 Ed Chynoweth Trophy - 2001 Memorial Cup All-Star Team - 2002 Kelly-Cup-Gewinn mit den Greenville Grrrowl - 2002 Kelly Cup Playoffs Most Valuable Player (gemeinsam mit Tyrone Garner) - 2002 ECHL All-Rookie Team - 2004 Calder-Cup-Gewinn mit den Milwaukee Admirals - 2005 Teilnahme am AHL All-Star Classic - 2005 AHL First All-Star Team - 2007 Schweizer Vizemeister mit dem SC Bern - 2007 PostFinance Top Scorer - 2007 Bester Vorlagengeber der Nationalliga A - 2007 Spengler-Cup-Gewinn mit dem Team Canada - 2010 Schweizer Meister mit dem SC Bern - 2013 Schweizer Vizemeister mit Fribourg-Gottéron |

## Karrierestatistik
(Legende zur Spielerstatistik: Sp oder GP = absolvierte Spiele; T oder G = erzielte Tore; V oder A = erzielte Assists; Pkt oder Pts = erzielte Scorerpunkte; SM oder PIM = erhaltene Strafminuten; +/− = Plus/Minus-Bilanz; PP = erzielte Überzahltore; SH = erzielte Unterzahltore; GW = erzielte Siegtore; 1 Play-downs/Relegation; Kursiv: Statistik nicht vollständig)